# Ленарт Атервал
Ленарт Атервал (швед. Lennart Folke Alfons Atterwall; Песторп, 26. март 1911 — Шебо, Сконе, 23. април 2001) био је шведски атлетски, репрезентативац, који се такмичио у бацању копља, учесник Летњих олимпијских игара 1936. у Берлину и Европских првенстава 1938. у Паризу и 1946. у Ослу.
Радио је у основној школи као учитељ.

## Спортска каријера
Атервал се почео такмичити у бацању копља 1931.
Године 1934, био је најбољи у Шведској резултатом 68,56 м. Освојио је и првенство Шведске са 62,38 м. Следеће године и даље је био најбољи, а првенство је освојио са 65,95 м.
Следеће године 20. септембра 1936 поправља шведски рекорд Ерика Лундквиста из 1928. године (71,01) са бацањем од 71,72 м. Ове године био је на Летњим олимпијским играма 1936 у Берлину, где је био четврти са 69,20 м.
На пријатељском мечу против Мађарске 9. и 10. октобра 1937. у Будимпешти бацио је копље 75,10 м, али овај резултат није признат као шведски рекорд. Недељу дана касније (17. октобар), поправио је у Стокхолму шведски рекорд са 74,77 м под прихватљивим условима. Овај рекорд је опстао до 1951. године, када је надмашио Пер-Арне Берглунд.
У периоду 1937—1941. Атервал је освајао првенство Шведске у бацању копља са резултатима 69,74, 65,16, 68,56, 66,06, 65,12. Он је имао и најоље резултате у Шведској 1938—1940, резултатима 73,73, 72,36 и 70,54.
У 1946. постао је европски првак победом на Европском првенству у Ослу са 68,74 м.

## Значајнији резултати
| Година | Такмичења          | Место  | Пласман | Резултат | Детаљи |
| ------ | ------------------ | ------ | ------- | -------- | ------ |
| 1936.  | Олимпијске игре    | Берлин | 4.      | 69,20 м  |        |
| 1938.  | Европско првенство | Париз  | 6.      | 68,58 м  |        |
| 1946.  | Европско првенство | Осло   |         | 68,74 м  |        |

## Лични рекорд
| Дисциплина   | Резултат     | Место      | Датум             |
| ------------ | ------------ | ---------- | ----------------- |
| Бацање копља | 75,10 м      | Будимпешта | 10. октобар 1937. |
| Десетобој    | 6.268 бодова | Малме      | 28. јул 1940.     |